# كنيسة سانت كرونان (روسكري)
كنيسة القديس كرونان، هي كنيسة أيرلندية من القرن التاسع عشر، تقع في مدينة روسكري في مقاطعة تيبيراري في جزيرة أيرلندا. بنيت الكنيسة عام 1812 في موقع كنيسة من القرن الثاني عشر من العمارة الرومانسكية. تشمل أراضي الكنيسة مقبرة ونسخة طبق الأصل من الصليب العالي وهي محاطة بسور من الحجر وبوابة من حديد الزهر وسورمن درابزين حديدي.

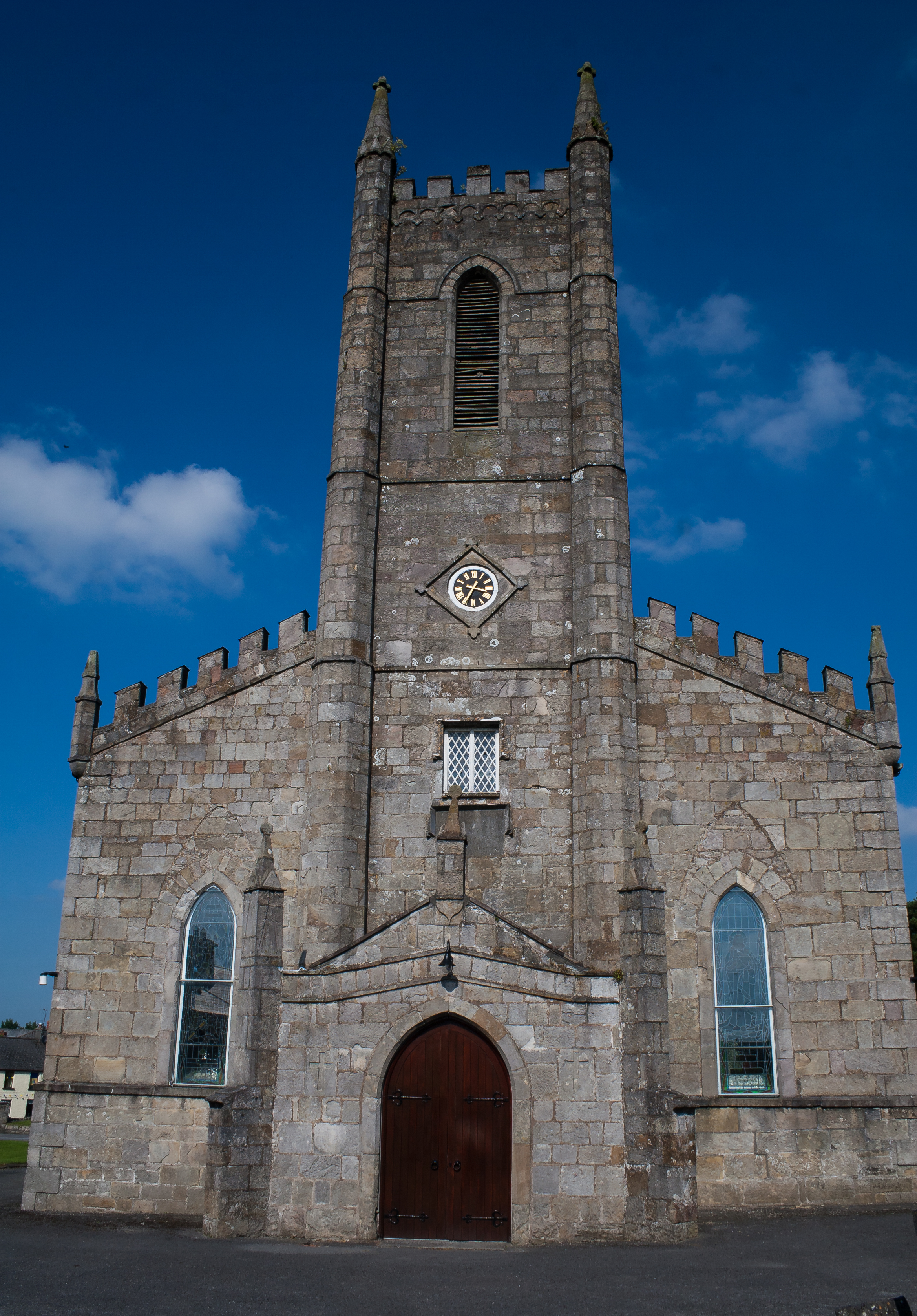
برج ومدخل الكنيسة الحديثة